# Julianów (gromada w powiecie opatowskim)
Julianów (początkowo Juljanów) – dawna gromada, czyli najmniejsza jednostka podziału terytorialnego Polskiej Rzeczypospolitej Ludowej w latach 1954–1972.
Gromady, z gromadzkimi radami narodowymi (GRN) jako organami władzy najniższego stopnia na wsi, funkcjonowały od reformy reorganizującej administrację wiejską przeprowadzonej jesienią 1954 do momentu ich zniesienia z dniem 1 stycznia 1973, tym samym wypierając organizację gminną w latach 1954–1972.
Gromadę Juljanów z siedzibą GRN w Juljanowie (w obecnym brzmieniu Julianów) utworzono – jako jedną z 8759 gromad na obszarze Polski – w powiecie opatowskim w woj. kieleckim, na mocy uchwały nr 13f/54 WRN w Kielcach z dnia 29 września 1954. W skład jednostki weszły obszary dotychczasowych gromad: Juljanów, Śródborze i Wojciechówka oraz kolonia Ługi z dotychczasowej gromady Mikułowice i kolonia Smugi z dotychczasowej gromady Jasice, wszystkie ze zniesionej gminy Wojciechowice w tymże powiecie. Dla gromady ustalono 9 członków gromadzkiej rady narodowej.
Gromadę Julianów zniesiono 31 grudnia 1959, a jej obszar włączono do gromad Wojciechowice (kolonię Ługi), Bidziny (kolonię Smugi) i Ożarów (wieś Julianów oraz kolonie Bolesławów, Polesie Mikułowskie, Zielonka Jasicka, Śródborze Wojciechowskie, Korycizna Koliszańska, Klin, Koszyce Las, Śródborze Mikułowskie i Wojciechówka).